# Mortal Kombat: Special Forces
Mortal Kombat: Special Forces (скор. MK: SF; рос. Смертельна битва: Загін особливого призначення) — відеогра в жанрі пригодницького бойовика, розроблена і випущена компанією Midway для ігрової приставки PlayStation в 2000 році. Як і Mortal Kombat Mythologies: Sub-Zero, проєкт є спін-офом серії файтингів Mortal Kombat і слугує прологом до оригінальної гри Mortal Kombat 1992 року. Mortal Kombat: Special Forces двічі була представлена на щорічній виставці Electronic Entertainment Expo (E3 1999 року, E3 2000). Випуск гри відкладався через проблеми в процесі розробки.
Після виходу Mortal Kombat Mythologies: Sub-Zero, та ж сама команда розробників взялася за створення продовження під назвою Mortal Kombat: Special Forces. Над пригодницькою грою, запланованої в 3D, вони працювали протягом року. Потім Джошуа Цуї, Джон Тобіас, а також двоє інших розробників, які входили в команду, вирішили покинути Midway в серпні 1999 року. Видавець спочатку висунув ідею їх участі в завершенні проєкту як підрядників, але в Midway склалася напруженість через загрозу їх виходу і їх версія була повністю переглянута на користь широко критикованого ізометричного зображення ігрового процесу.
У цій грі Джексу належить розшукати членів банди «Чорний Дракон», що втекли з в'язниці, і притягнути їх до відповідальності. В ході розслідування майор Джакс досліджує систему лабіринтів різної складності, де зіткнувшись з противниками, використовує спеціальні прийоми, комбо і зброю.
Mortal Kombat: Special Forces була розкритикована, і навіть за бюджетною ціною $ 19,99 гра погано продавалася. Версія для Nintendo 64 була запланована, але в підсумку була скасована за рішенням компанії Midway Games.

## Ігровий процес
Mortal Kombat: Special Forces являє собою типовий пригодницький екшен з видом від третьої особи. У грі передбачено три рівні складності - легкий, звичайний і важкий. Єдиним іграбельним персонажем у Mortal Kombat: Special Forces є Джекс, командир групи спецназу і напарник Соні Блейд. Керований гравцем головний герой, крім прийомів рукопашного бою, застосовує вогнепальну зброю, а також використовує вибухові речовини.
У Mortal Kombat: Special Forces всього п'ять рівнів, і наприкінці кожного з них гравця чекає битва з босом. Локації в грі представлені моделями земного псевдооточення і вигаданого паралельного світу . Досліджуючи локації в пошуку ключів, гравець вирішує головоломки, підбирає код, щоб розблокувати двері, підриває приховані проходи в стінах, а потім обстежує утворені ніші . Здійснюючи спрямовану дію в певному місці, ігровий персонаж піднімається на високу платформу, хоча можливість стрибків відсутня , також Джекс може зрушувати кам'яні блоки, навалившись на них плечем.
Відновити здоров'я в грі можна, використовуючи аптечки, крім того, гравець має обмежений запас енергії : Щоразу, коли Джакс виконує один зі своїх спецприйомів, він витрачає запас енергії, який можна поповнити, виконуючи певні комбо. Гравець може атакувати супротивника руками і ногами, а також блокувати зустрічні удари, і хоча в Mortal Kombat: Special Forces відсутні властиві оригінальній серії Fatality, тим не менш, система комбо дає змогу добивати супротивника завершальним ударом, у разі, якщо лінійка здоров'я ворога на той момент виснажиться . Очки досвіду, який здобуває гравець, перемагаючи ворогів, дають йому змогу отримати нові комбо.
Арсенал гравця складають: детонатори, автомат, дробовик, снайперська гвинтівка, гранатомет і ракетниця. Вид від першої особи дозволяє гравцеві навести приціл на ворога і вистрілити в нього з відстані, причому Джекс залишається на місці . Внутрішньоігрове меню відображає наявність предметів в інвентарі гравця, а також містить інформацію по кожному найменуванню і опис мети поточної місії. Після проходження гри можна активувати чіт-меню, щоб почати нову гру з додатковими перевагами .

## Сюжет
В основі гри лежить історія про протиборство спецназу з групою особливо небезпечних злочинців. Кано, який перебуває в розшуку, вивільняє з в'язниці своїх спільників - Безликого, Тасію, Джарека і Тремора. У той час, як Джекс перебуває в місті, оперативна співробітниця Геміні повідомляє радіозв'язком про втечу ув'язнених, які, імовірно, ховаються на покинутому складі в південній частині міста, відомо також, що втікачам хтось допомагає. Джекс підозрює, що це, напевно, Кано. Маючи намір розпочати операцію, Джакс просить повідомити лейтенанту Санчесу, загін якого, переслідуючи втікачів, уже прибув на місце, дочекатися його появи. Після того, як зв'язок раптово обірвався, Джакс прибуває на склад і виявляє, що загін лейтенанта Санчеса знищено. Всю відповідальність за те, що трапилося, він покладає на Кано і клянеться, що помститься за скоєний злочин.
Проникнувши на склад, Джекс усуває нападників на нього, а потім стикається з Безликим і вбиває його. Під час радіоефіру Геміні повідомляє Джексу, що всі підозрювані є членами клубу «Чорний Дракон». Джексу доводиться бродити колекторами, спустившись у каналізацію, де згодом він нейтралізує Тасію, яка чинила опір. У радіопереговорах Геміні повідомляє йому, що «Чорний Дракон» використовує одну з корпоративних будівель у центрі міста, як прикриття для своєї операційної бази. Оглядаючи припарковані в підземному гаражі будівлі автомобілі, Джакс знаходить ключ до офісу «Чорного Дракона», а потім проводить обшуки в кабінетах, збираючи докази. Піднявшись на дах будівлі, Джекс вбиває Джарека, який вже чекав його нагорі. У радіоефірі Джекс передає Геміні координати зі знайденої ним карти.
Подальше розслідування приводить майора Бріггса до загубленого міста Сінь Цзян (англ. Sin Kiang), де він вбиває Тремора, який охороняв портал у Зовнішній Світ. Припустивши, що портал якось пов'язаний із планами Кано завоювати світове панування, Джакс входить туди і потрапляє у Зовнішній Світ. Зрештою знаходить там Кано, який на той час уже роздобув могутній артефакт - Око Шитіана (англ. The Eye of Chitian). Джаксу вдається знешкодити Кано, а потім, скориставшись артефактом, він забирає поваленого ворога назад на Землю, щоб посадити до в'язниці .